# 小室圭
小室 圭（こむろ けい、1991年〈平成3年〉10月5日 - ）は、アメリカ合衆国ニューヨーク州の弁護士。ローウェンスタイン・サンドラー法律事務所所属。秋篠宮文仁親王第1女子小室眞子（旧名：眞子内親王）の配偶者。佳子内親王、悠仁親王の義兄。フォーダム大学ロースクールによる学位は法務博士。

## 来歴

### 出生から社会人となるまで
1991年10月5日、神奈川県横浜市港北区にて出生。父は横浜市役所に勤める地方公務員。小学校は東京都国立市にある私立の国立音楽大学附属小学校に入学。同校によって第50期卒業生と公表されている。中学・高校は東京都品川区にある中高一貫のカナディアンインターナショナルスクールに入学し卒業。
大学は国際基督教大学（通称ICU）の 教養学部に入学。ICU在学中にカリフォルニア大学ロサンゼルス校へ留学。ICU卒業後は三菱東京UFJ銀行（現・三菱UFJ銀行）に就職し、丸の内支店に配属。その後、東京都内の奥野総合法律事務所でパラリーガルとして勤務した。この間奧野善彦弁護士の知遇を得て、その後経済的・精神的に支援を受けてきた。また、勤務と並行して学んでいた一橋大学大学院国際企業戦略研究科（経営法務専攻）を2018年春に修了。

### 眞子内親王との婚約・結婚

#### 眞子内親王との馴れ初め・プロポーズ
2012年6月に国際基督教大学が構内において交換留学生のために開催した説明会で眞子内親王と出会う。交換留学説明会で前後の席に座ったことから交流が始まり、親密さを増した。眞子内親王は8月に英国留学に出発したが、その直前から交際を始めた。お互い帰国後の2013年の12月に、「将来結婚しましょう」と眞子内親王にプロポーズした。眞子内親王はプロポーズをその場で受けた。

#### 婚約内定と延期
2017年5月16日、「秋篠宮文仁親王第1女子眞子内親王が国際基督教大学の同級生の小室圭と婚約する準備が進められている」ことがNHKで報道された。同日、婚約することが宮内庁から正式に発表された。

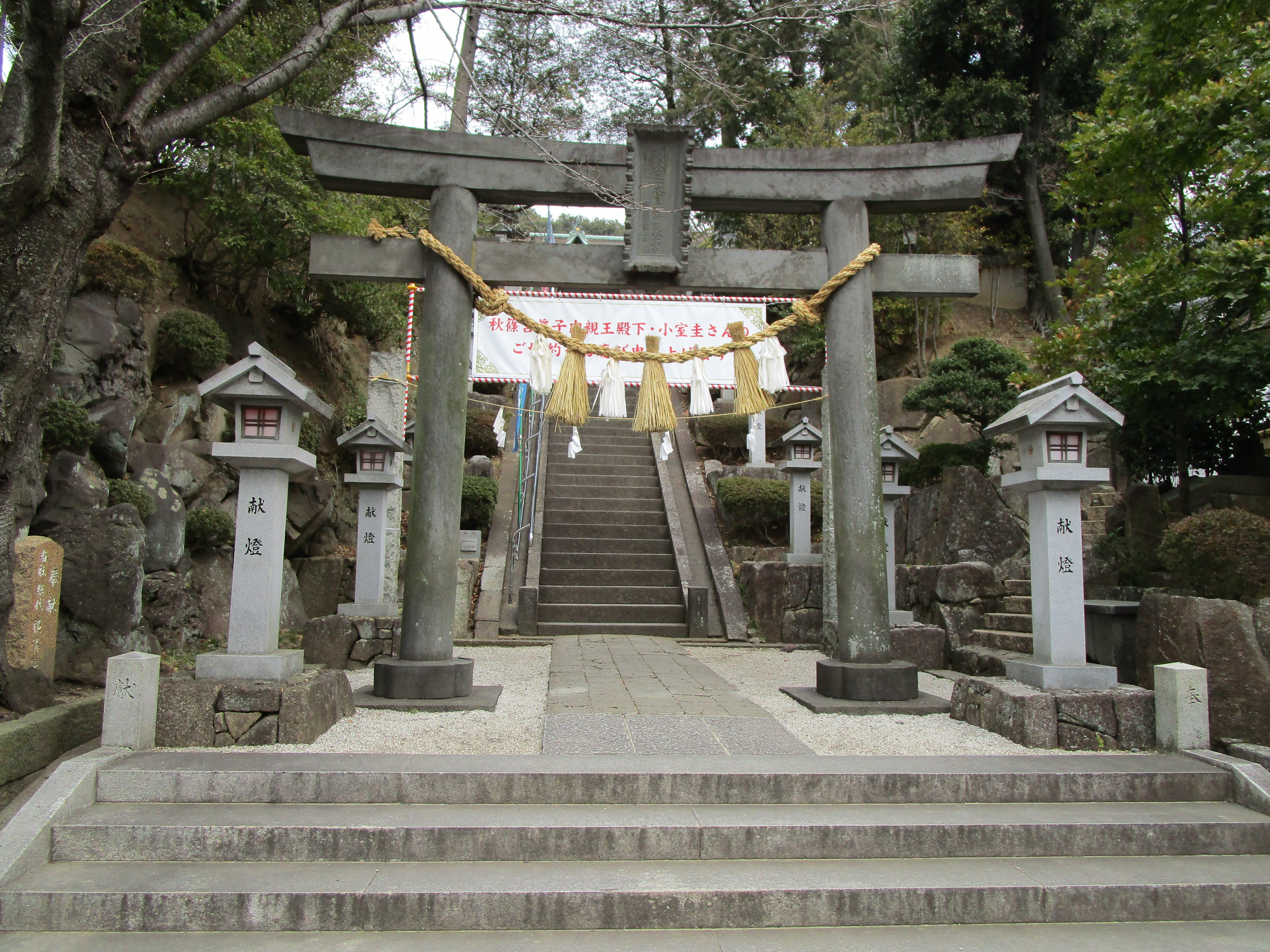
小室圭の地元の師岡熊野神社に掲げられた祝賀の横断幕

発表を受け、日本中が祝賀ムードに沸き、とりわけ小室の地元は地域を上げて祝福し、大倉山商店街振興組合は地元産の梅酒を千人以上に振る舞い、和菓子店「大倉山青柳」は「お祝い赤飯」を販売するまでに至った。
2017年9月3日午前、当時の天皇・明仁の裁可を得て婚約が内定し、午前11時15分、山本信一郎宮内庁長官が婚約内定を正式発表した。同日午後3時、眞子内親王とともに、赤坂御用地内の赤坂東邸にて婚約内定会見を行った。
小室圭は婚約会見後に1度だけ、藤沢市善行坂の小室本家関係者の集まりに姿を見せ、結婚の話をしていたという。また『女性セブン』は小室圭の叔父（父の弟）を訪ね、小室圭の結婚について話を聞くと「お話しすることはないです。もうずっと前から小室圭さんとその母親とは交流がまったくありませんし、お会いすることもないです。」と困惑した様子で答えたという。
圭について文仁親王および紀子妃は「非常に真面目な人だというのが第一印象でした」と称賛し、さらに紀子妃は「小室さんの優しいピアノの音色を聴きながら、私たちは心和むひとときを過ごしました」とするエピソードを披露した。婚約内定にあたり圭の母親の小室佳代は宮内庁を通して「とても畏れ多く存じ、責任の重さを感じます。...(中略)...これから行われるお行事を静かに見守ってまいりたく存じます。」と気持ちを表明した。その時点では翌年3月4日に納采の儀を執り行い、一連の儀式・行事を経て11月4日に結婚式が行われる予定だった。その後、本人の私生活を追うなど大衆メディアを中心とする報道が過熱する中、同年12月、母親とその元婚約者との間に金銭トラブルがあることが一部週刊誌で報じられた。
2018年2月6日、宮内庁は眞子内親王の納采の儀を始めとする結婚関係諸儀式を平成当時の天皇の退位や皇太子の即位などの儀式が終了した後の2020年に延期すると発表した。また、一部週刊誌が報じたことに言及し、「今回の結婚延期とは関係ない」とした。眞子内親王は文書で「お気持ち」を公表し、「現在予定している秋の結婚までに行う諸行事や結婚後の生活について、充分な準備を行う時間がないことを認識するようになった」と説明した。
婚約延期発表以降、金銭トラブルに関する週刊誌報道が相次ぐ中、2018年6月28日、アメリカでの弁護士資格を取得するために、当時勤務していた都内の法律事務所に籍を残したまま留学することが報じられた。

#### 結婚への動向とアメリカ留学
2018年7月、ニューヨークにあるフォーダム大学ロースクールへ入学することが発表され、8月7日、ニューヨークへ出発した。同スクールは大学の公式サイトで「Kei Komuro, fiance of Princess Mako of Japan, to attend Fordham Law」と大々的に発表した。同校では「優秀な成績と潜在的なリーダーシップ」を持つと見なされた学生に与えられるマーティン奨学金を受給した。
他方で、宮内庁は同スクールが本人を「fiance of Princess Mako」と紹介したことについて、「現時点で婚約状態ではない」と同スクールへ説明すると表明し、同スクールはサイトの紹介文を訂正した。
ニューヨーク日系人会会長のゲーリー・モリワキ弁護士や国際基督教大学の先輩の立川珠里亜弁護士の励ましと支援を受け勉学に勤しんだ。
奧野善彦によれば、この間小室は、「司法試験に受かって多くの人たちから信頼を得ることが、眞子さんと結婚する男性としての責務だと考え、物価の高いニューヨークでつつましい生活を送りながら一心不乱に勉強していた」とのことである。
2018年11月22日、秋篠宮文仁親王は、53歳の誕生日に先立って行われた記者会見の際に、「今でもその2人が結婚したいという気持ちがあるのであれば、やはりそれ相応の対応をすべきだ」と指摘し、「多くの人が納得し喜んでくれる状況にならなければ、いわゆる婚約に当たる納采の儀を行うことができない」との認識を示した。
2019年1月22日、かねてから一部で報じられていた母親と元婚約者との間の金銭トラブルについて小室家側の代理人弁護士を通じて、「元婚約者の方から『返してもらうつもりはなかった』という明確な説明があり、母も私も解決済みの事柄と理解」と説明する文書が公表された。小室家側からトラブルについて説明するのは今回が初めてだった。このタイミングでの文書発表は前年の秋篠宮文仁親王の記者会見や婚約延期の発表からまもなく1年であることなどがきっかけであることを、代理人弁護士が説明した。また、2人の結婚への思いに変化はなく、文書の公表は眞子内親王も承知済みであることも言及した。
2019年4月10日放送のワイドショー情報番組『直撃LIVE グッディ!』の中で、本人が在籍する都内の法律事務所スタッフが、留学の今後の見通しとして「2年目以降も授業料全額免除の奨学金を獲得した」と本人から報告を受けたことを報じた。また、このとき法律事務所スタッフから、現時点でも事務所に在籍しているため給料をそのまま留学中の生活費として支払っていることも説明された。
2019年5月20日、フォーダム大学ロースクールLL.M.コースを修了し、学位を取得した。学位授与式には参加しなかった。8月末にはJ.D.コースの2年次に編入し、ニューヨーク州弁護士資格の取得を目指す予定であることを、代理人弁護士が発表した。
2020年11月13日、眞子内親王は自身の本人との結婚について「お気持ち」として宮内庁を通じて文章を公表した。その中で、「結婚は、私たちにとって自分たちの心を大切に守りながら生きていくために必要な選択」と述べ、改めて結婚への強い意志を表明した。
2020年11月20日、秋篠宮文仁親王は、55歳の誕生日に先立つ記者会見で「結婚することを認める」とし、婚姻の自由を保障した憲法の条文を理由に、2人の結婚を容認する意向を初めて示した。一方で「決して多くの人が納得し、喜んでくれている状況ではない」とも述べ、「やはりそれ（相応の対応）が見える形になるというのは必要」と一定の課題を指摘した。また、「結婚と婚約は違う」との見解を示し、憲法にある結婚は認めるものの、両家の約束に当たる婚約の儀式（納采の儀）実施については含みを残した。
2021年2月19日、今上天皇は誕生日に先立って行われた記者会見にて、眞子内親王の結婚問題に言及し、「国民の間でさまざまな意見があることは私も承知している」とした上で「眞子内親王が、ご両親とよく話し合い、秋篠宮が言ったように、多くの人が納得し喜んでくれる状況になることを願っております」と述べた。

#### 母親と元婚約者との間の金銭トラブル
小室圭の母親は2002年に夫と死別し、かねて交流のあった60代男性と2010年に婚約した。当時小室圭が国際基督教大学に入学した時期で、母親は男性に生活費や学費などの援助を求めるようになった。度重なる無心に疑問を感じ始めた男性は2012年秋に婚約解消を申し入れた。2013年8月に男性が小室圭の母親宛てに、約400万円の返済を求める書面を送付したが、小室家側からは返答がなかった。同年秋に小室圭と母親が手紙を携えて男性宅を訪問、二人からの「手紙」には「400万円は借りたものではなく、贈与です」、「一方的な婚約破棄で精神的に傷を負った」などと記載されていた。しかし小室圭の母親は男性に送ったメールで「助けて頂く」「ヘルプ」など、言い方は様々だが、時にはハッキリと「借りる」という言葉を使うこともあった。男性宅を訪問した際に小室圭は「あの、すみません。返すというか、元々贈与を受けているというふうに認識しておりますので」と述べた。以降金銭の返済はされていなかった。
2021年4月8日、母親と元婚約者との間の金銭トラブルについて、改めて説明する文書を代理人弁護士を通じて公表した。28ページ、4万字にわたり当時の陳述が展開されていた。文書公表に至った理由として、2020年11月に秋篠宮文仁親王の記者会見で課題として触れられたこと、同月中に元婚約者の主張が週刊誌の記事に掲載されたことに言及している。これを受けて同日、文書には「（二人の）結婚に対する思いに変わりはありません」と冒頭に記されていること、「金銭トラブルと言われている事柄に関する誤った情報をできる範囲で訂正する」のを公表の目的としていることを要に、三大紙が揃って報じた。また、西村泰彦宮内庁長官は同日開かれた定例記者会見で、「非常に丁寧に説明されていると感じた」「受け止めは国民の皆さんがそれぞれ判断すること」などとコメントしている。なお、文書による説明の中で、とりわけ争点となっている元婚約者に対する「解決金」の支払いについては、ICUの学費は「全て私の貯金と奨学金で賄っている」と事実関係を主張した上で、解決金による和解を見送った理由を「借金でなかったものが借金にされる」事態になる懸念があったとし、当初より「認識の食い違いの解消に努めよう」と優先させてきた「話し合いが途絶え、現在のような状況になっていることは大変残念」と述べていた。
2021年4月9日、宮内庁の加地隆治皇嗣職大夫は定例の記者会見で、眞子内親王が「文書を読まれて色々な経緯があったことを理解してくださる方がいらっしゃればありがたい」とコメントされていることを紹介した。また、「（何の話し合いもせずにお金をお渡しするという選択はせず、元婚約者の方とお互いの認識についてきちんと話し合い、ご理解を得た上で解決するという）基本方針がございますが眞子内親王殿下のご意向が大きかったというふうにお聞きしております」と述べ、文書公表に眞子内親王の関与を明かした。
2021年4月12日、文書発表からわずか4日後、文書内の主張とは一転して小室家側が「解決金」を支払う意向があることを代理人弁護士が明かした。これについて西村泰彦宮内庁長官は22日、定例記者会見で「（小室さん側からの連絡は）事前にありません。事後も話を聞いていない」と述べた。
2021年4月27日、母親の元婚約者は28ページに及ぶ文書が公表されたことについて、代理人を通じて「大変困惑した」と思いを明かした。解決金については「代理人を通じて交渉ができればと考えています」とする一方、交渉相手は本人ではなく母親だとし、「金銭問題と圭さんの結婚は別問題」と強調した。
2021年9月1日早朝、アメリカでの就職が決まり、生活の見通しが立ったとして、眞子内親王と年内結婚することが報じられた。全国紙では他紙に先駆けて読売新聞が朝刊の一面トップで扱った。同紙はまた、多くの国民が祝福する状況になっているとは言えない状況に加えて、コロナ禍の現状も踏まえ、納采の儀や結婚式などの関連儀式は行わない方向で検討されていることにも言及している。さらに、皇籍離脱時に支給される一時金について、眞子内親王は小室母子の金銭トラブルに対する批判を踏まえ、受け取りを辞退する意向を周囲に漏らしている内情にも触れた。他方で同日、フジテレビ系列の朝の情報番組『めざまし8』は、「年内結婚で調整」の報道に合わせて、母親の元婚約者の代理人が、「4月の解決金の提案のあと、説明をいまだ受けていない」と明かしている現状を強調した。ジャーナリストの篠田博之は読売新聞を皮切りとした全国紙による報道の役割を「局面」と捉え、結婚反対派の市民の代弁であるかのようなバッシング報道を続けてきた週刊誌の中でも、結婚を前向きに論じだした新聞社系は「切り口が出版社系と違ってきたように見える。」と述べている。

#### 帰国と結婚発表
2021年9月27日、3年2か月ぶりにニューヨークから帰国した。到着した成田空港では厳戒態勢が敷かれ、警視庁や千葉県警、神奈川県警の警察官および空港職員など関係者約70人が対応に追われた。
2021年10月1日、宮内庁は定例の記者会見において、10月26日に眞子内親王と結婚することを正式に発表した。納采の儀や朝見の儀などの皇族の結婚関連儀式および結婚式など一般家庭の家と家の行事については、秋篠宮文仁親王が望んだ「多くの人が納得し、喜んでくれる状況」ではないことから、一切執り行われないことに加えて、一時金の支出も行われないという異例の事態となった。
2021年10月10日、眞子内親王と小室圭の結婚に反対する行進デモが東京・銀座で行われ、100人近くが参加する。
2021年10月26日、午前10時ごろ、宮内庁の職員が代理で婚姻届を役所に提出、受理され、婚姻が成立した。民間人との婚姻により眞子内親王は皇籍を離れ、小室眞子となった。同日午後2時ごろ、都内のホテルで結婚記者会見が開かれた。二人はそれぞれ「私にとって圭さんはかけがえのない存在です。そして、私たちにとって結婚は、自分たちの心を大切に守りながら生きていくために必要な選択でした」「私は眞子さんを愛しております。一度きりの人生を、愛する人と共に過ごしたいと思っています」と結婚への思いを語り、冒頭10分間の読み上げが終わると、事前に記者から提出された質問状に対する回答文書を配布し、速やかに退室した。また、これまでの数年間、虚偽の情報の流布や誹謗・中傷が継続して行われてきたことに悲痛な思いを述べており、眞子や自身の母親が心身に不調をきたしているなどの悪影響について触れ、母親に至っては勤め先の退職を余儀なくされるほど「身の危険を感じながら過ごしています」と、厳しい状況を案じていることを明かした。さらに、小室家の金銭トラブルへの対応や突然の留学への関与について眞子は、「一部の方はご存知のように、婚約に関する報道が出て以降、圭さんが独断で動いたことはありませんでした」と明言した上で、皇族時代に自身の意向による「直接介入」があった事実を認める形となった。
結婚を受けて秋篠宮夫妻は「皇室としては類例を見ない結婚となりました」、佳子内親王は「2人が結婚できたことを嬉しく思っています」と文書でコメントを公表した
小室の地元、横浜・大倉山商店街では、祝賀ムードはなかった。世間の否定的な印象を鑑み、結婚前日の10月25日、商店街の振興組合は、2人の結婚を祝う行事、取り組みを「一切しない」との見解で一致した。
2021年10月29日、同年7月に初受験した
ニューヨーク州司法試験の合格者の一覧が州の司法試験委員会のウェブサイトで公表されたが、同サイトには小室圭の名前は記載されず、翌日までに不合格であったことが報道を通じて本人側より明かされた。全受験者の合格率は63%、初めての受験者の合格率は約78%だった。
2021年11月12日、妻である小室眞子のパスポートやビザの取得など必要な手続きが完了したとして、2日後の11月14日に夫婦揃ってニューヨークへ出国することが報じられた。同日午後7時半過ぎ、都内の法律事務所で母親の元婚約者の男性と面会し、母親との金銭トラブルについて最終的に解決することを相互に確認したと小室家側の代理人弁護士が明かした。
2021年11月14日、夫婦でニューヨークへ渡った。出国時の羽田空港では貴賓室から搭乗し、到着先のジョン・F・ケネディ国際空港ではニューヨーク市警察や空港職員に警備されながら、混乱を避け迅速に入国できるよう配慮がなされた。ほどなくして同年9月に入所した法律事務所に復帰し「法務助手」として勤務している。
2022年4月14日、同年2月に実施され、前回同様にウェブサイトで公表のあったニューヨーク州司法試験の合格者リストに、同司法試験の再受験を試みていた小室圭の名前はなかった。全受験者の合格率は45%、再受験者の合格率は30%であった。関係者の話によると、本人は翌日までに「不合格だった」と周囲に伝えていたといい、同年7月に実施される次の試験を受ける意向を示したとされる。その後同年10月20日に、この7月に受験した3度目の司法試験に合格したことが発ニューヨーク州司法試験委員会により発表された。この時の試験では再受験者の合格率は25%であった。2023年2月27日付で、ニューヨーク州弁護士として登録された。

## 人物

### 幼少期
- 週刊朝日の取材に応じた国立音楽大学附属小学校の恩師は、礼儀正しくて、あいさつもしっかりでき、優しい性格で女子生徒からはモテたと述べている[100]。
- 3歳から小学校高学年までバイオリン教室に通っており、2017年に朝日新聞の取材に応じた恩師は「一生懸命練習して、上手になっていきましたね」と当時を振り返って語った[101]。

### 学生時代
- 『週刊新潮』によると、10歳の頃の2002年に父親が亡くなり、母一人子一人の家庭になったこともあり、学生時代にはウェイターや塾講師などのアルバイトに励み家計を助けてきたという[102]。アルバイト先の中でも高校から大学にかけての3年間続いたフランス料理店の元オーナーは、同誌に小室圭の親孝行ぶりを語り[102]、他に主要メディアからの取材にもたびたび応じた上で賛意や祝意を述べていた[103][104]。
- 趣味は絵を描くことと四季折々のスポーツ、休日にはピアノで好きなジャズを弾くこと。好きな言葉は「Let It Be」[21]。
- 神奈川県藤沢市で開催された湘南江の島海の女王・海の王子コンテストに応募、2010年度の「海の王子」に選ばれる[105][106]。本人とともに同年度の「海の女王」を務めた藤沢市職員の女性は、2017年の産経新聞の取材に対し、「得意の英語を駆使し、外国人に積極的に話しかけていた。」との当時の印象を語っている[105]。

### アメリカ留学
- フォーダム大学ロースクールへの留学に際して、「マイケル M マーティン奨学金」を獲得した[107][108]。同奨学金の獲得者はLL.Mコースの授業料は全額免除され、ニューヨークへの往復の渡航費、現地での交通費、居住費、図書費および学業に関連するその他の費用が含まれる[109][110](仔細についてはフォーダム大学ロースクール#奨学金制度を参照のこと)。
- フォーダム大学ロースクール在学中、ニューヨークの法律専門誌「NY Business Law Journal」の2019年夏号Vol.23に「社会的企業のためのクラウドファンディング法改正の可能性への課題と示唆」を提言する論文[111]が掲載された。同論文はニューヨーク州弁護士会が主催する学生ライティングコンペティションで2019年度の準優勝に選ばれた[112]。翌年応募した「ウェブサイトへの接続におけるコンプライアンス問題と起業家への影響」の論文[113]が同コンペで優勝したとして、2021年春号のNY Business Law Journalに掲載された[114]。表彰は眞子内親王との入籍日に合わせた2021年10月26日にオンラインで行われた[115]。

### 交友関係
- ロサンゼルス在住の国際弁護士、立川珠里亜とは、2012年にロスへ留学した際に面倒を見てもらって以来の付き合いである[116]。小室が国際弁護士を目指すようになったきっかけも、立川との出会いであった[116]。小室がパラリーガルとして勤務していた『奥野総合法律事務所』を紹介したのも立川である[116]。

### 結婚後
- 皇統譜には、婚姻に際して皇籍離脱する眞子内親王の欄に「皇族ノ身分ヲ離ル」「小室圭ト婚姻シタルニ因ル」とその名が刻まれた[117]。

- 2025年5月30日、第1子が誕生していることを宮内庁が正式に発表した[118]。

### 岳父・秋篠宮文仁親王との関係
- 2017年11月30日、秋篠宮は記者会見で小室圭について「2013年頃に初めて会った。非常に真面目な人だというのが第一印象。その後も何度も会っているが、その印象は変わっていない」などと述べた[119]。2021年11月30日、小室圭と眞子の結婚後初となる秋篠宮の記者会見で、秋篠宮は小室圭を「娘の夫」「夫の方」と呼び、一度も名前を口にすることはなかった[120]。小室圭の母親と元婚約者との間の金銭トラブルについて、小室圭が2021年4月に経緯の説明として公表した28ページにわたる文書が「皆が読んで納得できるものではなかった」と秋篠宮は指摘し、「自分の口から話して、質問にも答える方がよかった」と述べた[120]。小室圭と久しぶりに会った時の印象について秋篠宮は「何か印象に残ることというのは特に私にはありませんでした。ごく普通の会話をいたしました」と述べた[120]。婚姻届を出した後の質疑なしの記者会見について秋篠宮は「私自身は一方向のものではなくて双方向での会見という形にしてほしかったと思います」と述べた[120]。
- 『週刊新潮 2024年3月14日号』によると、秋篠宮夫妻と長女の眞子との関係は、依然こじれたままで、秋篠宮夫妻は「こうした異常な家族関係に陥ってしまった原因は、ひとえに小室圭とその母親にある」と思っているという[121]。秋篠宮夫妻は眞子と直接コンタクトがとれず、いまだに次女の佳子内親王を通じてやり取りをしていて、まして小室圭については「もう関わりたくない」と拒絶しており、連絡の手段すら持ち合わせていないという[121]。

## 発言
- 婚約内定についての記者会見において、記者から「お互いをどのような存在と感じているか」という質問に対し、「宮様と度々お会いするようになりましてからある日、夜空に奇麗な月を見付け、そのとき思わず宮様にお電話をいたしました。その後も奇麗な月を見付けますと、うれしくなり宮様にお電話をおかけしています。宮様は私のことを月のように静かに見守ってくださる存在でございます」と発言した[21]。

## 家族・親族
小室家
- 祖父[13]
- 父[13]
- 母・佳代[122] - 1966年、神奈川県鎌倉市に生まれた[122]。神奈川県内の町工場に勤める父の長女[123]。短期大学時代に「食育」の大切さを知り、栄養士の資格を取得した[122]。鎌倉山のドイツ家庭料理店『メルヘンヒュッテ』にてドイツ人店主から料理を習い、手料理の腕を磨いた[122]。都内の洋菓子店に勤務した[124]。2025年2月6日に初のエッセイ集「ブランニューデイ あたらしい日」（内外出版社）ISBN 978-4-86257-727-6を上梓[125]。
- 妻・眞子（秋篠宮文仁親王の長女、上皇の孫、今上天皇の姪）
- 子[126][127]

親戚
- 妻の妹・佳子内親王
- 妻の弟・悠仁親王
- 妻の叔父・川嶋舟（東京農業大学准教授）